# اد هرلیهی
اد هِرلیهی (انگلیسی: Ed Herlihy؛ زادهٔ ۱۴ اوت ۱۹۰۹ میلادی - درگذشت ۳۰ ژانویه ۱۹۹۹ میلادی) گویندهٔ فیلم‌های کوتاهِ گزارشی/خبری و تبلیغاتی برای کمپانی «یونیورستا نیوزریل» (از زیرمجموعه‌های یونیورسال استودیوز) بود. وی همچنین یکی از گویندگان باسابقهٔ رادیویی و تلویزیونی شبکهٔ ان‌بی‌سی بود و از سال ۱۹۴۰ تا ۱۹۸۰ صدایش بر روی تبلیغات شرکت صنایع غذایی «کرَفت» (Kraft) شنیده می‌شد. وقتی او در سال ۱۹۹۹ درگذشت، در آگهیِ درگذشتش در روزنامهٔ نیویورک تایمز نوشتند او «صدای شادی و پنیر» بود.

## گزیدهٔ فیلم‌شناسی
- ۱۹۹۴ - آب را نخورید (راوی)
- ۱۹۹۲ - مالکوم ایکس (گزارش‌گر جو لوئیس)
- ۱۹۸۸ - چه کسی برای راجر رابیت پاپوش دوخت؟ (گویندهٔ خبر)
- ۱۹۸۵ - ماجراجویی بزرگ پی‌وی (آقای باسکتون)
- ۱۹۸۵ - دانشکده پلیس ۲ (دولی)
- ۱۹۸۳ - سلطان کمدی (در نقش خودش)
- ۱۹۸۳ - زلیگ (گویندهٔ فیلم گزارشی/خبری)